# Thomas Lautwein
Thomas Lautwein (geboren 1963 in Freiburg im Breisgau) ist ein deutscher Autor und Übersetzer.

## Leben
Lautwein studierte Germanistik, Romanistik und Philosophie in Münster, Rennes, Bonn, Paris und Freiburg. Danach war er wissenschaftlicher Mitarbeiter an der Universität Bonn. 1994 promovierte er an der Universität Freiburg in Germanistik mit einer Arbeit über Christoph Martin Wieland.
Seit 1991 Buddhist, widmete sich Lautwein von 1993 bis 2003 dem Studium und der Praxis des tibetischen Buddhismus in der Gelugpa-Tradition. Von 1999 bis 2003 war er Herausgeber der Zeitschrift Chökor – tibetischer Buddhismus im Westen und von 2003 bis 2005 Mitglied im Rat der Deutschen Buddhistischen Union.
Lautwein lebt in Nürnberg, arbeitet als Übersetzer und unterrichtet Deutsch, Französisch und Latein.

## Auszeichnungen
- 1986: Ernst-Robert-Curtius-Förderpreis für Essayistik[4]

## Veröffentlichungen (Auswahl)
- Karl Richters Traum in "Kaff". In: Bargfelder Bote. Materialien zum Werk Arno Schmidts. Lieferung 156–157, August 1991, S. 3–16.
- Erotik und Empfindsamkeit: C. M. Wielands „Comische Erzählungen“ und die Gattungsgeschichte der europäischen Verserzählung im 17. und 18. Jahrhundert. Diss. Univ. Freiburg/Br. 1994, Lang, Frankfurt/M. u. a. 1995, ISBN 978-3-631-49078-5.
- mit Loden Sherab Dagyab Rinpoche: Achtsamkeit und Versenkung: Lamrim – die tibetische Meditation. Hugendubel, Kreuzlingen/München 2001, ISBN 978-3-7205-2264-9.
- Hekate: Die dunkle Göttin – Geschichte & Gegenwart. Ed. Roter Drache, Rudolstadt 2009, ISBN 978-3-939459-21-7.

Übersetzung:
- Jacques Ferrand: De la maladie d'Amour/Über die Liebeskrankheit oder erotische Melancholie. Übersetzung aus dem Französischen. Editions Le Massacre des Innocents, Eybens 2004.